# Kyle Cerminara

Zawodnik Buffalo Bulls

Kyle Joseph Cerminara (ur. 8 lipca 1983) – amerykański zapaśnik w stylu wolnym. Srebrny medalista mistrzostw panamerykańskich z 2009 roku. Od 2011 walczy w MMA, trzy wygrane walki.
Zawodnik Lewiston-Porter High School z Youngstown i SUNY Buffalo. All-American w NCAA Division I w 2004, gdzie zajął ósme miejsce.